# Herschdorf
Herschdorf är en ortsteil i staden Großbreitenbach i Ilm-Kreis i förbundslandet Thüringen i Tyskland. Herschdorf var en kommun fram till den 1 januar 2019 när den tillsammans med 7 andra kommuner bildade den nya kommunen Großbreitenbach. Kommunen hade 809 invånare 2018.